# 三重県道24号松阪久居線
三重県道24号松阪久居線（みえけんどう24ごう まつさかひさいせん）は、三重県松阪市から津市に至る主要地方道（三重県道）である。

## 概要

### 路線データ
- 起点：松阪市鎌田町244の6番地先[1][4]（鎌田町交差点）
- 終点：津市久居万町800-1番地先[1][4]（中町交差点）
- 総延長：15.9222 km[1]
- 実延長：15.9222 km[1]

## 歴史
- 1964年（昭和39年）11月28日 - 建設省（現・国土交通省）が松阪市と一志郡久居町（後の久居市。現在の津市久居地域）を結ぶ主要地方道として指定。
- 1965年（昭和40年）8月27日 - 路線認定[1][2]。
- 1993年（平成5年）5月11日 - 建設省から、主要県道松阪久居線が松阪久居線として主要地方道に再指定される[5]。

## 路線状況

### 別名・通称
- 初瀬街道（松阪市、津市）
- 伊勢北街道（松阪市、津市）

### 重複区間
- 三重県道756号松阪環状線（松阪市船江町・船江南交差点 - 船江北交差点）

### 利用状況
交通量
| 地点             | 平日12時間 | 平日12時間 | 平日24時間 | 平日24時間 |
| 地点             | 2005年度   | 2010年度   | 2005年度   | 2010年度   |
| 松阪市嬉野黒野町 | 8,170台    | 7,340台    | 10,621台   | 9,615台    |
| 津市久居元町     | 15,073台   | 11,556台   | 19,595台   | 15,138台   |

## 地理

### 通過する自治体
- 松阪市
- 津市

### 交差する道路

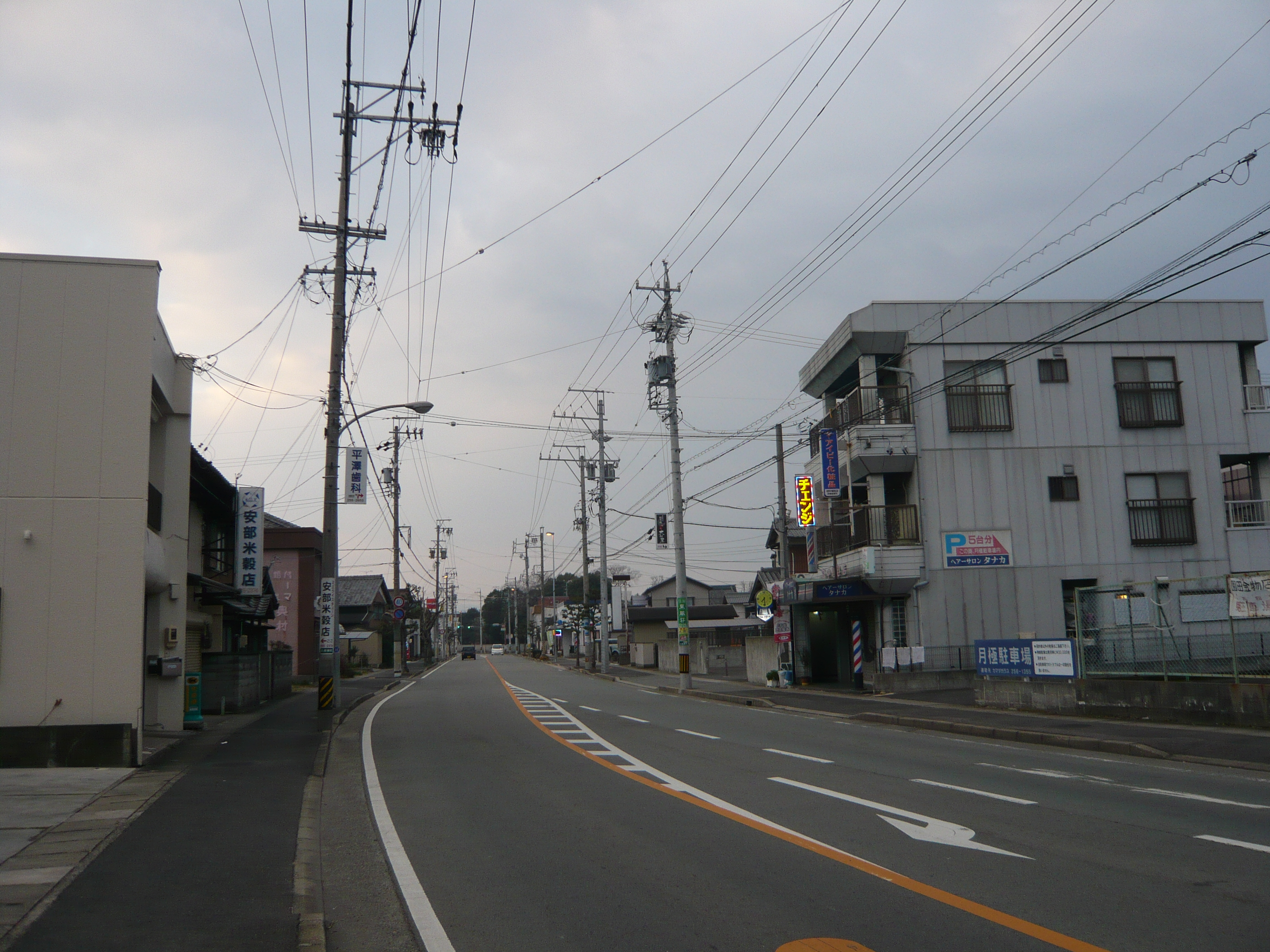
三重県道24号松阪久居線。久居駅南方

- 国道166号・三重県道509号松阪港線（起点）
- 三重県道60号伊勢松阪線（松阪市本町・本町交差点）
- 三重県道757号辻原西町線（松阪市西町）
- 三重県道59号松阪第2環状線（松阪市川井町・川井町交差点）
- 三重県道756号松阪環状線（松阪市船江町・船江南交差点）
- 三重県道756号松阪環状線（松阪市船江町・船江北交差点）
- 三重県道147号松阪嬉野線（松阪市嬉野算所町）
- 三重県道580号白山小津線（松阪市嬉野須賀領町・須賀領交差点）
- 三重県道30号嬉野美杉線・三重県道413号嬉野津線（松阪市嬉野中川新町1丁目・伊勢中川駅西交差点）
- 三重県道58号松阪一志線（松阪市嬉野宮古町・宮古西交差点）
- 三重県道697号三雲久居線（津市久居元町）
- 三重県道114号上浜高茶屋久居線（津市久居新町）
- 三重県道118号津久居線（津市久居寺町・寺町交差点）
- 三重県道15号久居美杉線・三重県道55号久居河芸線（終点）

### 沿線にある施設など
松阪市と津市久居の中心街を通過する。
- 三重信用金庫 本町支店
- JR名松線
  - 上ノ庄駅
  - 権現前駅
- 松阪市立中原小学校
- 松阪市嬉野図書館
- MEGAドン・キホーテUNY嬉野店
- 近鉄山田線・名古屋線・大阪線 伊勢中川駅
- 松阪市立中川小学校
- 久居中央公民館
- ポルタひさい
  - 津市役所久居庁舎
- 近鉄名古屋線 久居駅
- 津南警察署